# Estación Martín Coronado
Martín Coronado es una estación ferroviaria ubicada en la localidad Homónima, Partido de Tres de Febrero, provincia de Buenos Aires, Argentina

## Ubicación
Está ubicada en la localidad homónima del partido de Tres de Febrero.

## Servicios
Observan parada aquí los servicios locales entre estación Federico Lacroze y estación General Lemos.
De esta estación parte también el ramal a la playa de intercambio (trocha media/ancha) con el Ferrocarril General San Martín, la cual luego de estar concesionada a la empresa ALL, pasó a la empresa estatal Trenes Argentinos Cargas.

## Historia

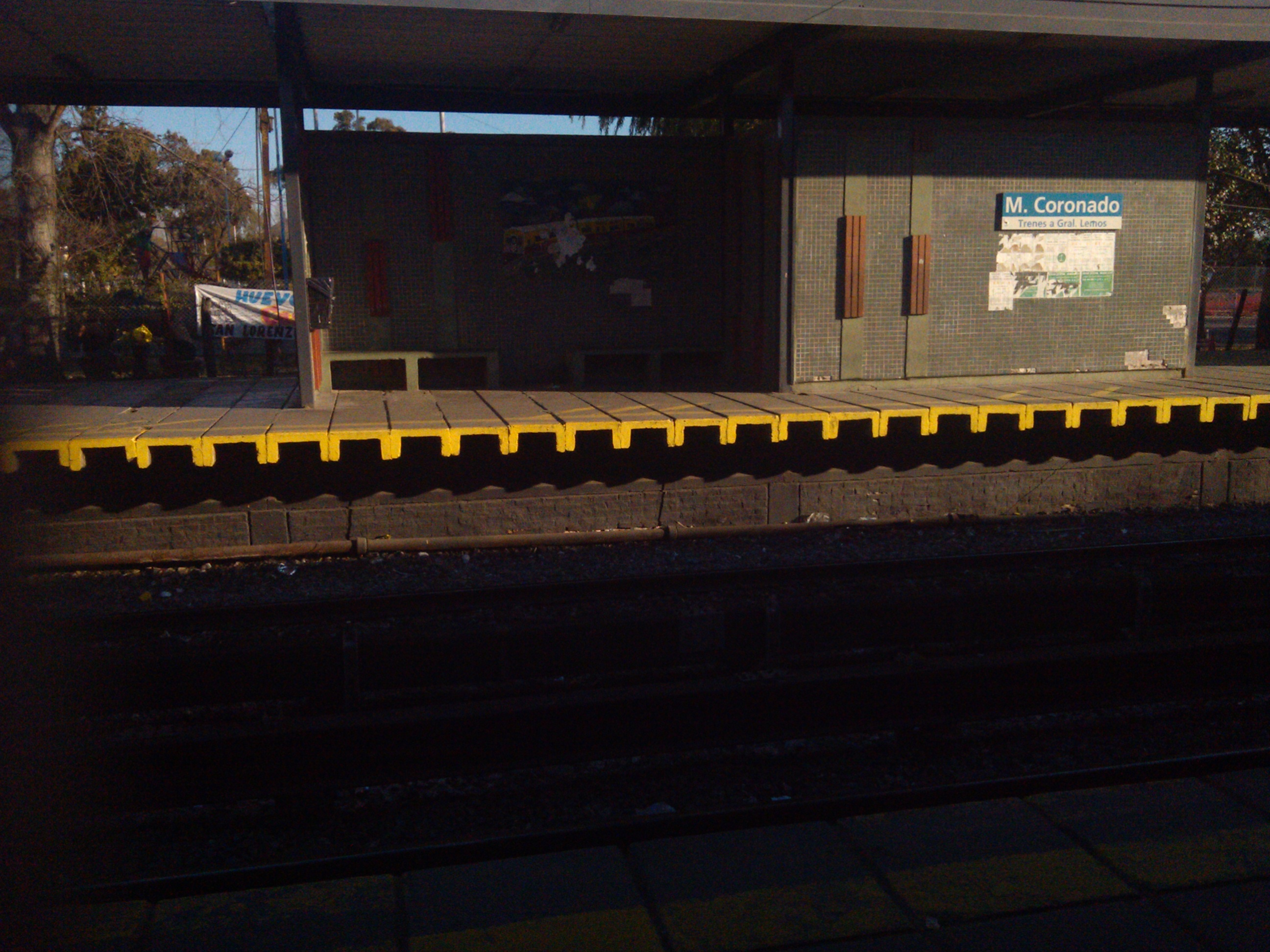
Estación Martín Coronado.

La actual estación se llamaba antes Caseros o Caseros Viejo. Cuando se instalaron los sacerdotes Bayoneses, se conoció también como estación de los Padres. Tras la muerte del poeta y dramaturgo Martín Coronado en 1919, la estación pasó a llamarse con su nombre.